# 中法學校舊址
中法學校舊址位於重慶市市中區人民路121號，現為大溪溝派出所，文物遺址年代為1925年，1987年1月23日列為重慶市第二批市級文物保護單位初定名單。1992年3月19日列為重慶市第二批市級文物保護單位。2009年12月15日列為第二批重慶市文物保護單位。

## 历史
- 关于中法学校，重庆渝中母城文化发展有限公司[]